# Bartolomeo Montagna
Bartolomeo Montagna, född omkring 1450 i Orzinuovi, död 1523 i Vicenza, var en italiensk konstnär.
Montagna var från omkring 1480 verksam i Vicenza, där han till sin död var stadens ledande målare. Vid flera tillfällen arbetade han i Venedig, bland annat 1482, då han fick i uppdrag att utföra två målningar för Scuola Grande di San Marco. I sin konst här han bland annat influerad av Alvise Vivarini, Antonello da Messina och Giovanni Bellini.
Montagnas framställningsstil är allvarligt högtidlig med realistisk, hans färggivning kraftig men tung.
Flera av hans målningar finns idag i Vicenza, andra i Breragalleriet i Milano, samt i Kaiser Friedrich-Museum i Berlin.